# Bigfork (Montana)
Bigfork ist ein Census-Designated Place (CDP) im Flathead County, Montana, USA. Es liegt in den Rocky Mountains von Montana.

## Geschichte
Einige sagen, der Name „Bigfork“ sei vom Salish-Namen für das Gebiet abgeleitet. Allerdings ist bei Bigfork eine Mündung, an der zwei Flüsse, der Flathead River und der Swan River, in den Flathead Lake münden. Bereits 1885 gibt es Berichte über einen Hof und einen Obstgarten unmittelbar nördlich von Bigfork. Everit L. Sliter legte 1892 am Ostufer des Flathead Lake 500 Apfel-, Kirsch-, Pflaumen- und Birnbäume an. Er wurde 1901 der erste Postmeister. 1902 gründete er den Ort Bigfork an der Mündung des Swan River. Das Ostufer hat sich seitdem zu einem wichtigen Kirschanbaugebiet entwickelt. Der Wayfarers State Park liegt südlich der Gemeinde.

## Geografie
Bigfork liegt im südlichen Teil des Flathead County und am nördlichen Ende des Flathead Lake. Nach Angaben des United States Census Bureau hat das Bigfork eine Gesamtfläche von 96,6 km², wovon 80,9 km² Landfläche und 15,7 km² Wasser sind, was 16,25 % entspricht.

## Kultur
Bigfork liegt an einer Bucht des Flathead Lake und bietet zu jeder Jahreszeit eine Reihe touristischer Aktivitäten. Die Stadt beherbergt einen 27-Loch-Golfplatz, Kunstgalerien und ein Theater. Besucher können Boote mieten oder eine gecharterte Tour über den See unternehmen. Das nahe gelegene Jewel Basin bietet Wandermöglichkeiten. Der Glacier National Park und die Bob Marshall Wilderness sind nur eine kurze Autofahrt entfernt. Bigfork ist auch die Heimat des Bigfork Independent Film Festival (BIFF), das im Herbst stattfindet. Im BIFF werden in Montana gedrehte Filme gezeigt und Montana-Filmemacher werden anerkannt und ausgezeichnet.

## Persönlichkeiten
- Dirk Benedict (* 1945), Schauspieler, Autor, Regisseur
- Bill Lindsay (* 1971), ehemaliger NHL-Stürmer
- Maury Povich (* 1939), TV-Persönlichkeit, Herausgeber von Flathead Beacon
- JK Simmons (* 1955), Schauspieler, arbeitete im Bigfork Summer Playhouse